# Corsair International
Pour les articles homonymes, voir Corsair et CRL.
 (mars 2019).
Voyagez en bonne compagnie

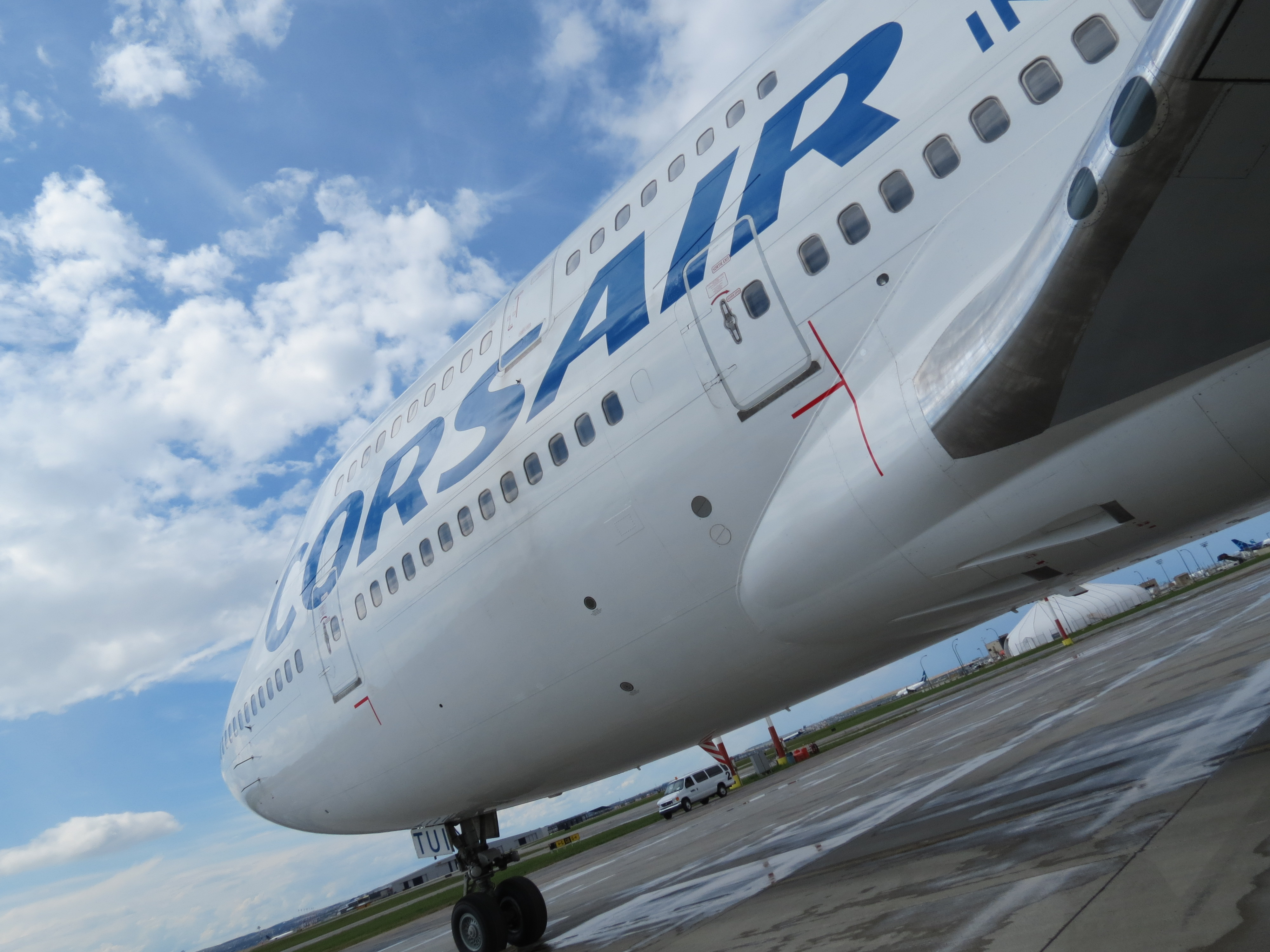
Boeing 747-422 de Corsair.

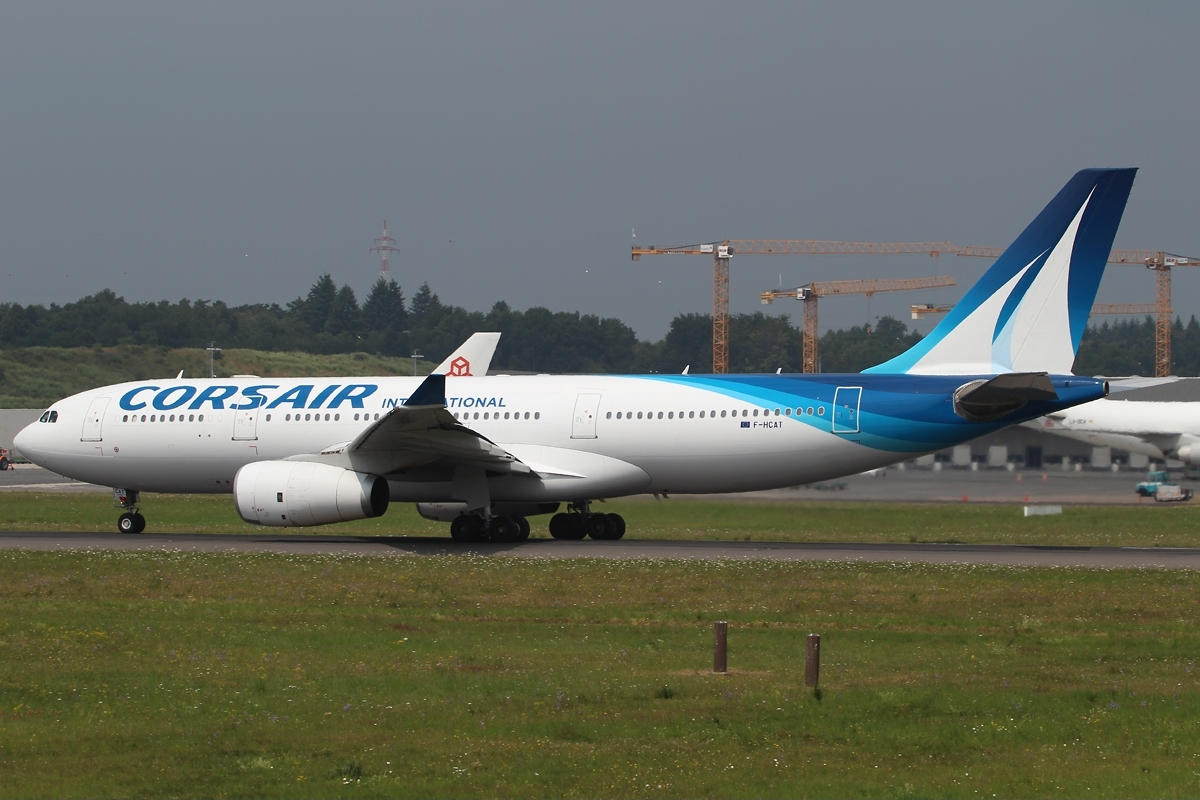
Airbus A330-300 à l'aéroport du Luxembourg (Findel).

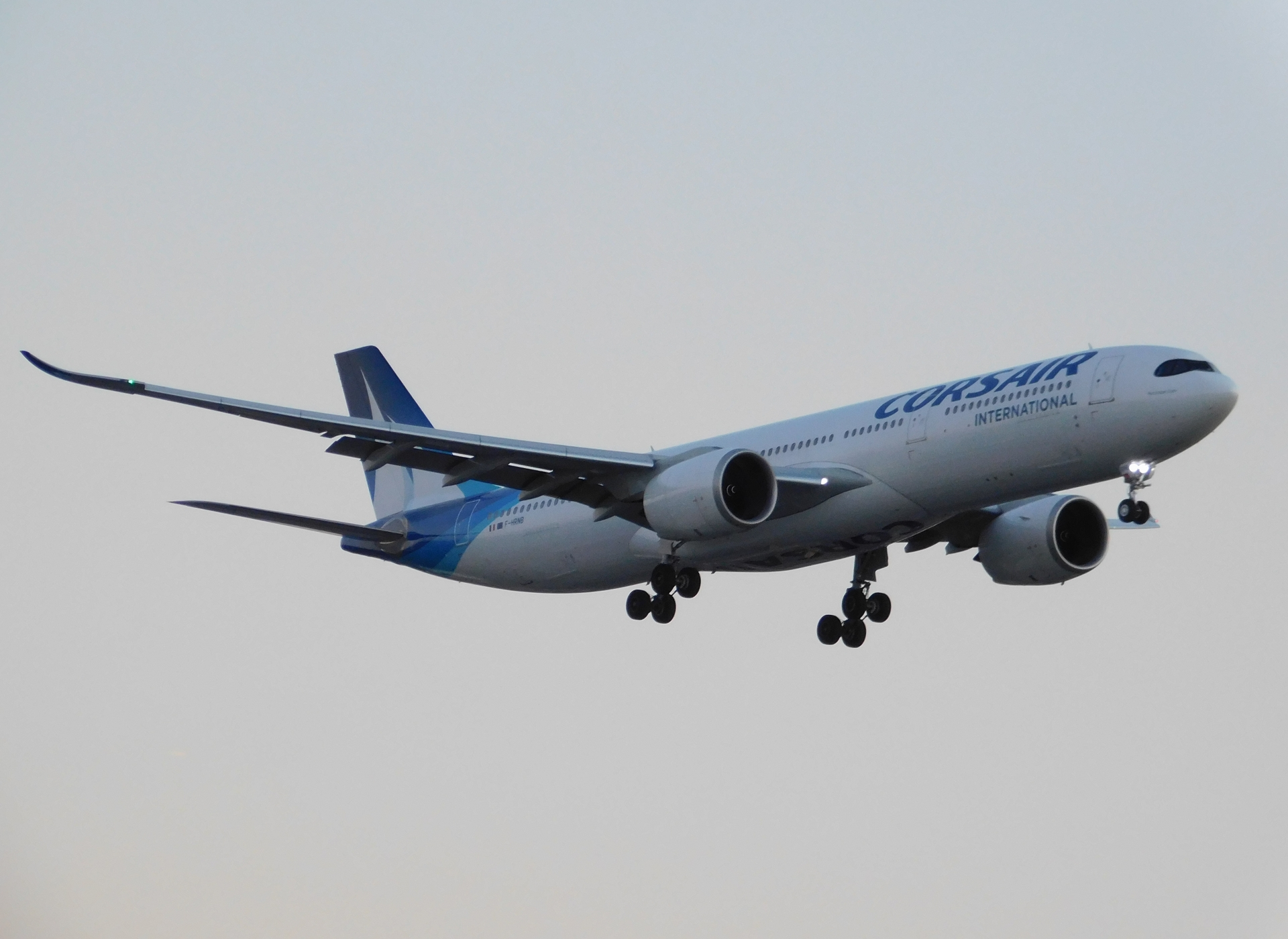
A330-900neo atterrissant à l'Aéroport Marseille Provence.

Corsair (Code AITA : SS ; code OACI : CRL), anciennement Corsairfly, est une compagnie aérienne française spécialisée dans le transport long courrier.
Fondée en 1981, Corsair est une compagnie aérienne française régulière long courrier. Elle fait voyager 1,5 million de passagers par an. Corsair assure des vols vers les Caraïbes (Guadeloupe, Martinique), l'océan Indien (La Réunion, l'île Maurice, Mayotte, Madagascar), et l'Afrique (Côte d'Ivoire, Mali, Bénin).
Corsair opère depuis Paris/Orly, Lyon, Marseille, Bordeaux et Nantes.
Son capital est principalement détenu depuis décembre 2020 par la holding OMRP , regroupant principalement des investisseurs ultramarins ,.

## Historique
Créée en 1981 par la famille Rossi, la compagnie Corse Air International  exploite, jusqu'en 1986, quatre Caravelle SE-210. Elle le fait sur un secteur d'activité de vol à la demande, orienté vers de petits voyagistes, des comités d'entreprises ou des associations. Dotée de modestes moyens, à la mesure de son actionnariat de l'époque, la société subsiste dans le monde du charter, encore peu développé en France.
En 1985, en complément de son activité Charter, Corse Air International exploite une ligne régulière entre Paris et Malte en Caravelle. Elle exploite également une liaison entre Châteauroux et Paris, disposant d'un Beechcraft 200.
En 1990, la compagnie intègre le Groupe Nouvelles Frontières (créé comme association le 2 octobre 1967) sous la direction de Jacques Maillot, président historique. Corse Air International devient alors Corsair et change son logo qui évoque désormais les mers du Sud. Pierre Chesneau devient DG de Corsair.
La compagnie Corsair effectue son premier vol vers les Antilles le 19 juin 1990 entre Paris-Charles-de-Gaulle et Pointe-à-Pitre à 17 h 31 avec 235 passagers, à bord d’un Boeing 747-100 immatriculé F-GIMJ.
En 1991, Corsair met en service un second Boeing 747-100, puis en 1992, elle remplace deux Boeing 737-300 par un Boeing 737-400 neuf et acquiert un Boeing 747 supplémentaire. En 1995, le 1er Boeing 747-100 est remplacé par un Boeing 747-200, qui effectue des vols à destination de Tahiti. En septembre de cette même année, Corsair achète un Boeing 747-300 (d'une capacité de 580 sièges) puis un deuxième en 1997.
En 1999, Corsair fait l'acquisition de deux Airbus A330-200 (F-HCAT et F-HBIL) pour la desserte de La Réunion.
En 2001, fragilisé par un milieu concurrentiel et une lourde migration informatique, Nouvelles Frontières ouvre son capital à Preussag, un voyagiste européen. Pierre Chesneau est nommé PDG de Corsair.
TUI prend le contrôle total du groupe en 2002 et Corsair reçoit son cinquième Boeing 747.
D’un modèle purement touristique et charter, la compagnie évolue en couvrant tout d’abord les DROM en vols réguliers, puis l’ensemble de ses destinations.
La commercialisation de l'offre de la compagnie s’élargit à l'ensemble des agences de voyages françaises, tout en restant assurée par Nouvelles Frontières. En 2003, Corsair commence à vendre également en direct par internet et par téléphone.
En 2005, Corsair reçoit son premier Boeing 747-400, F-GTUI. C'est l'un des premiers avions à recevoir la nouvelle livrée de la compagnie, suivi quelques mois plus tard par cinq autres Boeing 747-400 (pour remplacer les Boeing 747-300 devenus obsolètes) : F-HSEA, F-HSEX, and F-HSUN (petit clin d'œil à la chanson Sea, Sex and Sun) puis F-HKIS et F-HLOV (Kiss et Love).
En 2006, Hervé Pierret devient PDG de Corsair et Marc Siano entre comme président du directoire du groupe Nouvelles Frontières. En 2007, Corsair change de nom et devient Corsairfly. L'année suivante la compagnie migre son système d’inventaire et de réservation sur la solution Amadeus et met en place de nombreux partenariats stratégiques avec d’autres compagnies aériennes.
En 2010, Pascal de Izaguirre prend la direction de la compagnie en tant que Directeur Général. En 2011, il est nommé président directeur général de Corsair.
Le 22 mars 2012, Corsairfly change de nom et devient Corsair International. La compagnie décide d'améliorer le confort de ses appareils, en investissant 36 millions d'euros environ. Le premier exemplaire entièrement réaménagé, l'un de ses A330-243 (F-HBIL) commence à effectuer ses vols entre Orly et Montréal le 15 juillet 2012. En novembre 2012, est inaugurée la ligne Paris Orly - Dakar.
En mars 2013 à Abidjan, la compagnie aérienne effectue son premier vol Paris-Abidjan en présence du ministre des transports ivoirien, Gaoussou Touré.
En 2014, Corsair annonce retirer ses trois Boeing 747-400 encore en service, et se donne jusqu'à la fin de l'année pour en choisir les futurs remplaçants. Le groupe TUI envisage d’ouvrir le capital de Corsair. Un nouvel accord de partenariat est signé avec la compagnie Emirates dans la zone océan Indien.
Un projet de cession de la compagnie au groupe Dubreuil (Air Caraïbes) voit le jour début 2015, le nouvel ensemble pesant 50 % de part de marché entre la métropole et les Antilles. Le projet est toutefois abandonné en mars 2015.
En juin 2016, la compagnie fête ses 35 ans en organisant plusieurs événements notamment un concert en plein vol le 21 juin 2016. Elle annonce aussi l'ouverture d'une ligne vers La Havane et/ou Varadero pour juin 2017 ainsi que la reconfiguration de toute la flotte à l'occasion de la grande visite (check D) des Boeing 747 en 2017 avec la mise en place d'une vraie classe affaires avec des sièges-lits, la conservation de la classe Grand Large et la mise en place d'une classe économique confort au sein de l'actuelle classe économique.
Le 18 mars 2019, TUI annonce que Corsair va être vendu au groupe allemand d'investissement, Intro Aviation. Le groupe acquiert dans un premier temps 53 % de Corsair tandis que TUI demeure actionnaire minoritaire à hauteur de 27 %, et que le personnel détient 20%.
À la suite de la faillite de la compagnie Aigle Azur, le PDG de Corsair Pascal de Izaguirre, confirme la bonne santé financière de sa compagnie et notamment l'ouverture de la ligne Paris-New York en A330-900neo dès 2020, la desserte de Miami 5 fois par semaine et la desserte de Montréal en vol quotidien "en se concentrant sur des lignes à fort volume". Il évoque l'objectif d'atteindre une flotte de 13 Airbus d'ici 2023.
Le 7 mars 2020, Pascal de Izaguirre annonce un changement de la direction de la communication avec l’arrivée de Victor Vergriete, anciennement de Thomas Cook, avec un partenariat avec Club Med, pour 2 ans au moins.
En pleine pandémie de COVID-19, l'UFC-Que-Choisir met en demeure la compagnie d'appliquer le règlement européen 261/2004 en date du 24 avril 2020,. Corsair (et 56 autres compagnies) refuse de rembourser les vols annulés et impose des avoirs, ce qui est contraire au CE 261/2004 en vigueur.
Le 26 novembre 2020, un plan de sauvetage de la compagnie avec la prise de contrôle de la société par un consortium d'investisseurs ultramarins est annoncé. Ce plan, qui prévoit un recentrage sur la desserte des départements et régions d’outre-mer, comporte divers engagements financiers et des prêts à hauteur de 297 millions d'euros (dont 141 millions apportés par l'État). Ce plan est validé le 17 décembre 2020 par le tribunal de commerce de Créteil et le consortium d'investisseurs ultramarins devient le principal actionnaire  de la compagnie à la suite du rachat des parts détenues par le Groupe TUI et par Intro Aviation,.
Le 17 août 2021, Corsair et Air Austral, confrontées à la pandémie de Covid-19, annoncent un projet de coopération commerciale prenant la forme d'une coentreprise active sur les routes entre la métropole et l’océan Indien. Un communiqué commun indique que « le projet qui entend préserver l’identité et l’indépendance des deux compagnies doit être soumis, avant sa mise en œuvre, à l’avis des Instances Représentatives du Personnel et à l’Autorité de la concurrence française ». Le 18 septembre 2022, le projet est annulé.
En décembre 2024, Corsair annonce la signature d'un partenariat haut de gamme avec Air Inter Iles by St Barth Executive.
En 2025, Corsair a été classée deuxième compagnie aérienne en Europe pour la jeunesse de sa flotte par CH-Aviation, dans le cadre du Youngest Aircraft Fleet Award. Ce classement met en avant les compagnies ayant investi dans le renouvellement de leurs avions et l'amélioration de leur performance environnementale.
Depuis 2025, Corsair exploite exclusivement une flotte de neuf Airbus A330neo, avec une moyenne d’âge d’environ deux ans. Ces appareils permettent une réduction d’environ 25 % de la consommation de carburant et des émissions de CO₂ par siège, ainsi qu’une diminution de 60 % de l’empreinte sonore par rapport aux générations précédentes.

## Destinations desservies
Corsair dessert la Guadeloupe, la Martinique, La Réunion, Mayotte, Bamako au Mali, Abidjan en Côte d'Ivoire, Cotonou au Bénin, Antananarivo à Madagascar, et l'Île Maurice.
Elle est aussi la première compagnie à desservir les territoires d’Outre-mer au départ de la province : Lyon/Marseille vers Mayotte et La Réunion toute l’année. En hiver, elle dessert Bordeaux vers Pointe-à-Pitre et Nantes vers Fort-de-France.
À la suite d'un partenariat passé avec la SNCF en 2021, Corsair dessert la province grâce au service « Train + Air », qui permet de rejoindre Orly en train depuis 18 villes de France,.

### Destinations de/vers Lyon
| Aéroport                          | Drapeau              | Avion déployé |
| --------------------------------- | -------------------- | ------------- |
| Maurice-Sir Seewoosagur Ramgoolam | Drapeau de Maurice   | A330-900neo   |
| La Réunion-R. Garros              | Drapeau de la France | A330-900neo   |
| Dzaoudzi-M. Henry                 | Drapeau de la France | A330-900neo   |

### Destinations de/vers Marseille
| Aéroport                          | Drapeau              | Avion déployé |
| --------------------------------- | -------------------- | ------------- |
| Maurice-Sir Seewoosagur Ramgoolam | Drapeau de Maurice   | A330-900neo   |
| La Réunion-R. Garros              | Drapeau de la France | A330-900neo   |
| Dzaoudzi-M. Henry                 | Drapeau de la France | A330-900neo   |

### Destinations de/vers Bordeaux
| Aéroport                  | Drapeau              | Avion déployé |
| ------------------------- | -------------------- | ------------- |
| Guadeloupe - Maryse Condé | Drapeau de la France | A330-900neo   |

### Destinations de/vers Nantes
| Aéroport              | Drapeau              | Avion déployé |
| --------------------- | -------------------- | ------------- |
| Martinique A. Césaire | Drapeau de la France | A330-900neo   |

### Destinations de/vers Paris Orly
| Aéroport                          | Drapeau                     | Avion déployé |
| --------------------------------- | --------------------------- | ------------- |
| Dzaoudzi-M. Henry                 | Drapeau de la France        | A330-900neo   |
| Guadeloupe - Maryse Condé         | Drapeau de la France        | A330-900neo   |
| La Réunion-R. Garros              | Drapeau de la France        | A330-900neo   |
| Martinique A. Césaire             | Drapeau de la France        | A330-900neo   |
| Maurice-Sir Seewoosagur Ramgoolam | Drapeau de Maurice          | A330-900neo   |
| Abidjan-F.-H.-Boigny              | Drapeau de la Côte d'Ivoire | A330-900neo   |
| Cotonou                           | Drapeau du Bénin            | A330-900neo   |
| Bamako-M. Keïta                   | Drapeau du Mali             | A330-900neo   |
| Antananarivo                      | Drapeau de Madagascar       | A330-900neo   |

## Classes de voyage proposées
Corsair propose trois classes de voyages sur presque tous ses appareils :
- La classe « Business »
- La classe « Premium »
- La classe « Economy »

## Salons privatifs
La compagnie propose des salons privatifs pour les passagers des classes Business et Premium (et en option pour la classe économique Horizon) dans les aéroports suivants :
- Paris Orly 4
- Saint Denis Roland Garros
- Île Maurice Sir Seewoosagur Ramgoolam
- Point-à-Pitre Pôle Caraïbes
- Fort-de-France Aimé Césaire

## Partenariats
- Partenariat avec easyJet : Corsair assure le transit des passagers du réseau EasyJet vers le réseau Corsair et inversement ainsi permettant de prendre un seul billet d'avion sur le site d'easyJet et donnant aux passagers de Corsair et d'easyJet un plus grand choix de destinations. Ce partenariat permet donc à easyJet d'assurer des destinations long courriers sans avoir à supporter les coûts des appareils nécessaires ou de leurs équipages.
- Partenariat avec Vueling : Corsair assure le transit des passagers du réseau Vueling vers le réseau Corsair et inversement permettant aux passagers de prendre un seul billet d'avion en proposant les destinations de Vueling chez Corsair et inversement.
- Partenariat avec la SNCF : grâce à ce partenariat, les clients de province sont acheminés par TGV à la gare de Massy où ils prennent une navette Corsair direction Paris Orly pour voyager sur le réseau Corsair[25].

## Flotte

### Flotte actuelle
En juin 2025, la flotte de Corsair est composée des appareils suivants :
| Type               | En service | Commandes | Passagers | Passagers | Passagers | Passagers | Immatriculation                                                | Autonomie | Motorisation                 | Remarques                          |
| Type               | En service | Commandes | Total     | Business  | Premium   | Economie  | Immatriculation                                                | Autonomie | Motorisation                 | Remarques                          |
| ------------------ | ---------- | --------- | --------- | --------- | --------- | --------- | -------------------------------------------------------------- | --------- | ---------------------------- | ---------------------------------- |
| Airbus A330-900neo | 9          | —         | 352 343   | 20 20     | 21 21     | 311 302   | F-HRNB F-HSKA F-HHUG F-HKYS F-HLUV F-HETE F-HZOE F-HLUX F-HTEK | 13 400 km | 2x Rolls-Royce Trent 7000-72 | Entrée en service à partir de 2021 |
| Total              | 9          | —         |           |           |           |           |                                                                |           |                              |                                    |

La flotte de Corsair est composée uniquement d'appareils long-courriers de type Airbus A330-900neo.

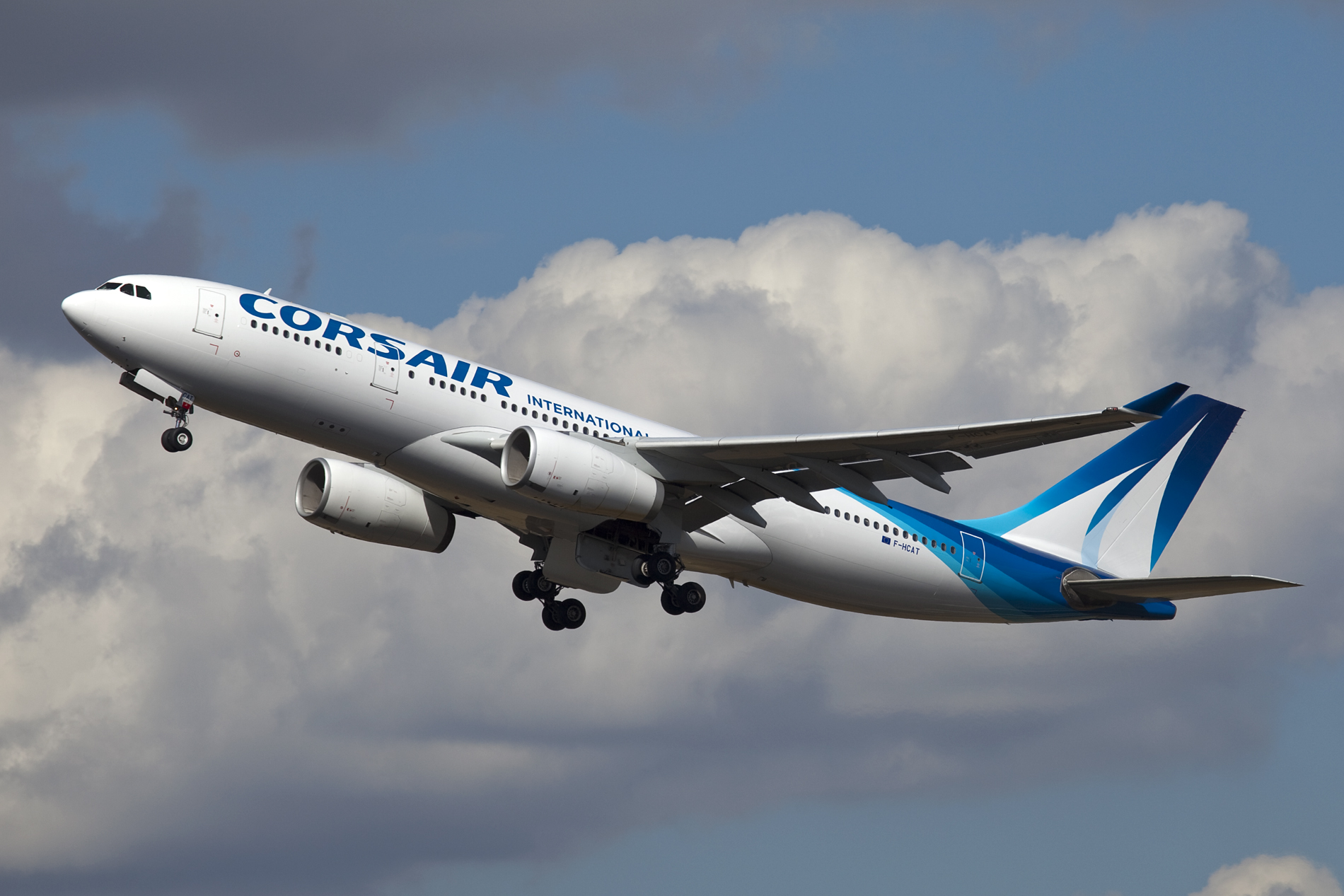
Avion Corsair International Airbus A330.

Lors de période d'affluence, Corsair fait appel à Wamos Air en lui louant un avion.
Pendant la saison Estivale 2017, Corsair a loué un A340-300 à Hi Fly Malta immatriculé 9H-SUN mixant les 2 équipages des compagnies Corsair et Hi Fly. Ce dernier a assuré plusieurs dessertes notamment Montréal et Dakar.
La compagnie a commandé en janvier 2011, deux Airbus A330-343E à masse accrue (235 tonnes) et aménagés en bi-classe pour recevoir 362 passagers. Ils remplacent deux des trois Boeing 747-400. Le premier exemplaire a été livré le 27 novembre 2012, le second appareil a été livré en janvier 2013. Parallèlement, elle a conclu un accord avec Zodiac Aerospace pour le réaménagement de l'ensemble des cabines de la flotte.
À partir du 15 juillet 2012, l'Airbus A330-200 nommé F-HBIL, est aménagé avec 304 sièges dont 26 en classe Grand Large. Le 3 septembre, F-HCAT le rejoint, permettant les vols vers les Antilles quasiment exclusivement en appareils reconfigurés.
Depuis mai 2013, Corsair a achevé le renouvellement de sa flotte et le réaménagement de ses cabines.
Depuis décembre 2017, Corsair a terminé le réaménagement de ses cabines (à l'occasion des visites check D de ses 747-400) en trois classes de voyage sur ces appareils. Corsair a conservé la classe économique Horizon et la classe  en insérant un espace economy + sur sa classe économique Horizon. Une toute nouvelle classe affaire a également été mise en place : la classe « Business » désormais situé au pont supérieur des 747 et à l'avant des A330.
Depuis début février 2018, avec l'ouverture de la liaison du Mali (Bamako) et l'ajout récent de Cuba à ses destinations, la flotte de Corsair International est totalement utilisée, obligeant Corsair à louer régulièrement des machines supplémentaires, notamment auprès de Hifly et de Wamos Air.
Dès la vente de Corsair avec Intro Aviation le 15 mars 2019, Corsair et Intro Aviation signent avec Airbus une commande ferme de 3 A330-900neo pour évoluer vers une flotte 100 % Airbus.
Corsair annonce en avril 2020, à la suite de la crise sanitaire du Covid-19, que ses 3 Boeing 747-400 sont retirés de sa flotte. Le dernier appareil a quitté la flotte le 15 juin.
Les 3 Boeing 747-400 (F-GTUI, F-HSUN et F-HSEA) étaient les seuls avions de la compagnie capables de desservir l'Océan Indien (La Réunion et Maurice) avec le plein de passager et de fret, ce que les Airbus A330-200 et -300 actuels ne peuvent pas faire. Ces 3 Boeing 747-400 ont circulé sur de nombreuses lignes de Corsair notamment La Réunion et Maurice, mais également les Antilles (du temps de Corsairfly) à Saint Martin Juliana.
Depuis fin février 2021, Corsair change de site internet et passe du nom de domaine "www.corsair.fr" à "flycorsair.com"

### Flotte historique

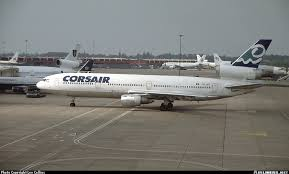
McDonnell Douglas DC-10 de Corsair.

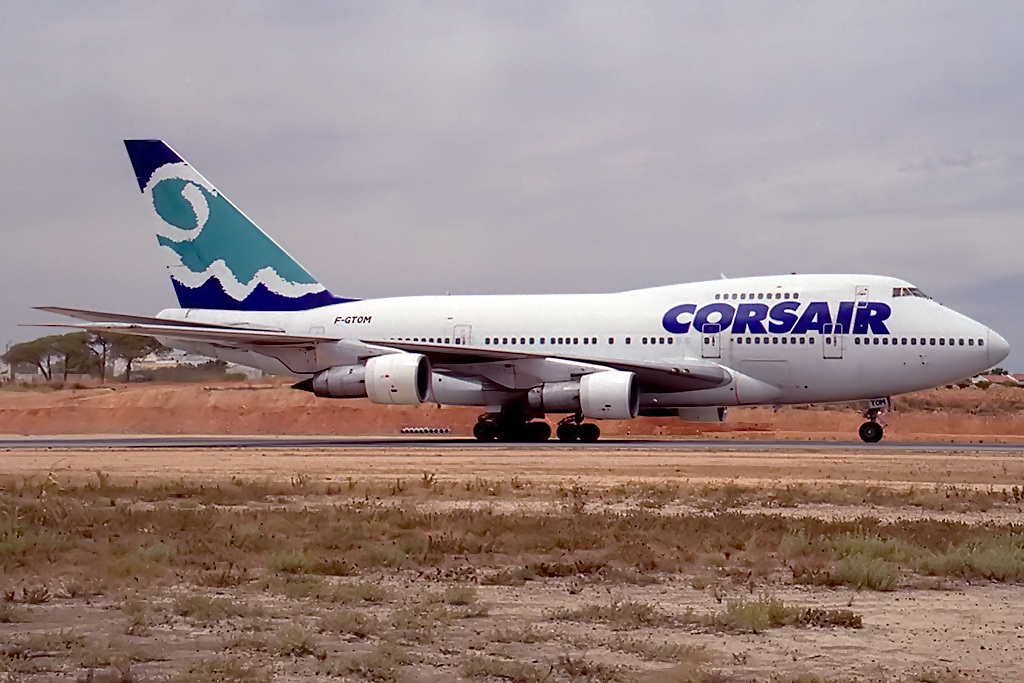
Boeing 747-SP de Corsair.

### Flotte historique[39]
| Type                    | Nombre | date d'entrée    | date de sortie    | Remarques |
| ----------------------- | ------ | ---------------- | ----------------- | --- |
| Airbus A300 B2/B4       | 1      | 4 avril 1995     | 5 octobre 1995    | Pris en location pour la saison estivale                                                                               |
| Airbus A310-300         | 1      | 11 décembre 2004 | 30 avril 2005     | |
| Airbus A330-200         | 3      | 30 juin 1999     | 5 mai 2022        | |
| Airbus A330-300         | 6      | 27 avril 2004    | 3 mars 2025       | Le dernier a été retiré de la flotte en mars 2025                                                                      |
| Airbus A330-900         | 6      | 31 mars 2021     |                   | Actuellement en flotte                                                                                                 |
| Airbus A340-300         | 1      | 1 juin 2017      | 25 décembre 2017  | Pris en location pour la saison estivale                                                                               |
| Airbus A340-300         | 1      | 20 juin 2018     | 9 sept. 2018      | Pris en location pour la saison estivale                                                                               |
| Boeing 737-200          | 2      | octobre 1995     | 4 oct. 2000       | |
| Boeing 737-300          | 3      | 23 avril 1992    | 19 mai 2004       | Pris en location pour la saison estivale                                                                               |
| Boeing 737-400          | 3      | Févr 1992        | 4 novembre 1999   | |
| Boeing 747-100          | 5      | 16 nov. 1992     | 3 mars 1998       | 16 sièges "Grand Large" + 501 sièges "classe Horizon"                                                                  |
| Boeing 747-200          | 5      | 4 déc 1992       | 9 novembre 2005   | 27 sièges "Grand Large" + 512 sièges "classe Horizon"                                                                  |
| Boeing 747-300          | 6      | 21 août 1997     | 21 août 2007      | 25 sièges "Grand Large" + 555 sièges "classe Horizon"                                                                  |
| Boeing 747-400          | 6      | 11 août 2005     | 15 juin 2020      | 1ère version : 29 sièges "Grand Large" + 558 sièges "classe Horizon"                                                   |
| Boeing 747-SP           | 1      | 31 mars 1996     | 16 septembre 2002 | Stocké sur l'aéroport de Châteauroux depuis son retrait en 2002; 24 sièges "Grand Large" + 319 sièges "classe Horizon" |
| Boeing 767-300          | 1      | 20 mars 2003     | 11 octobre 2003   | Pris en location pour la saison estivale                                                                               |
| McDonnell Douglas DC-10 | 2      | 20 mars 1996     | 30 septembre 1997 | Pris en location pour la saison estivale                                                                               |
| Total                   | 41     |                  |                   | |

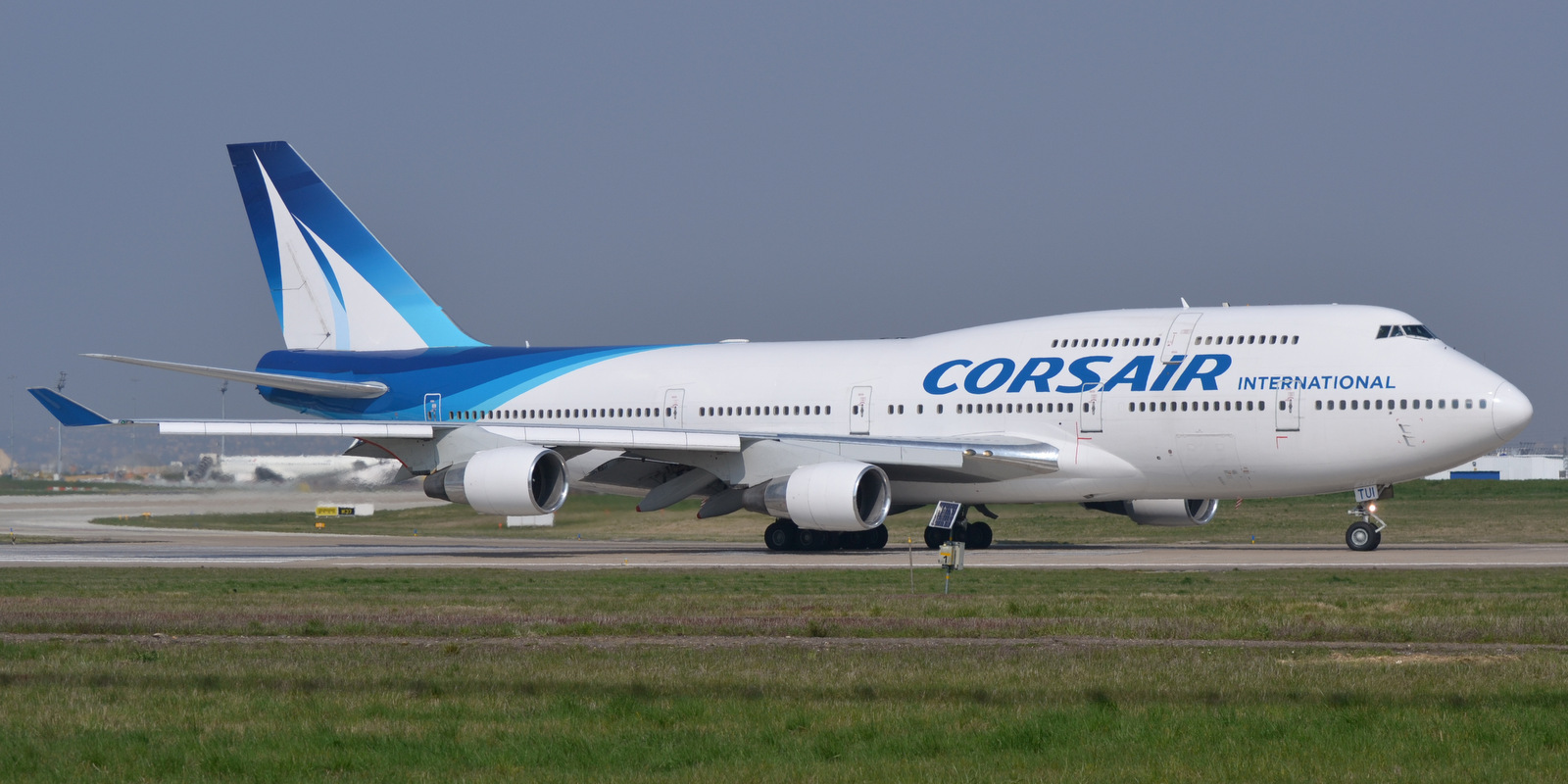
1er 747-400 de Corsair racheté à United Airlines F-GTUI
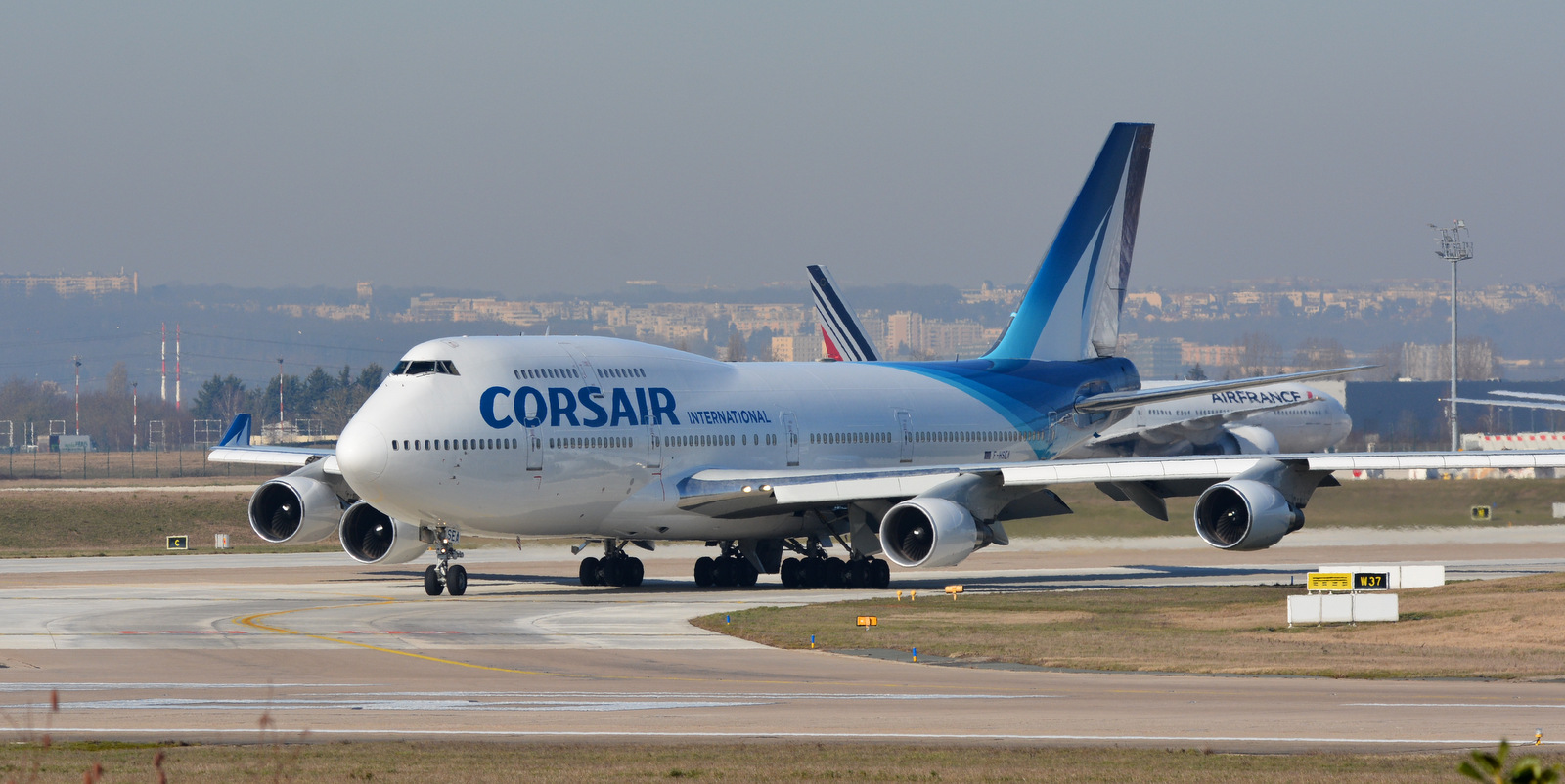
2e 747-400 de Corsair racheté à United Airlines F-HSEA
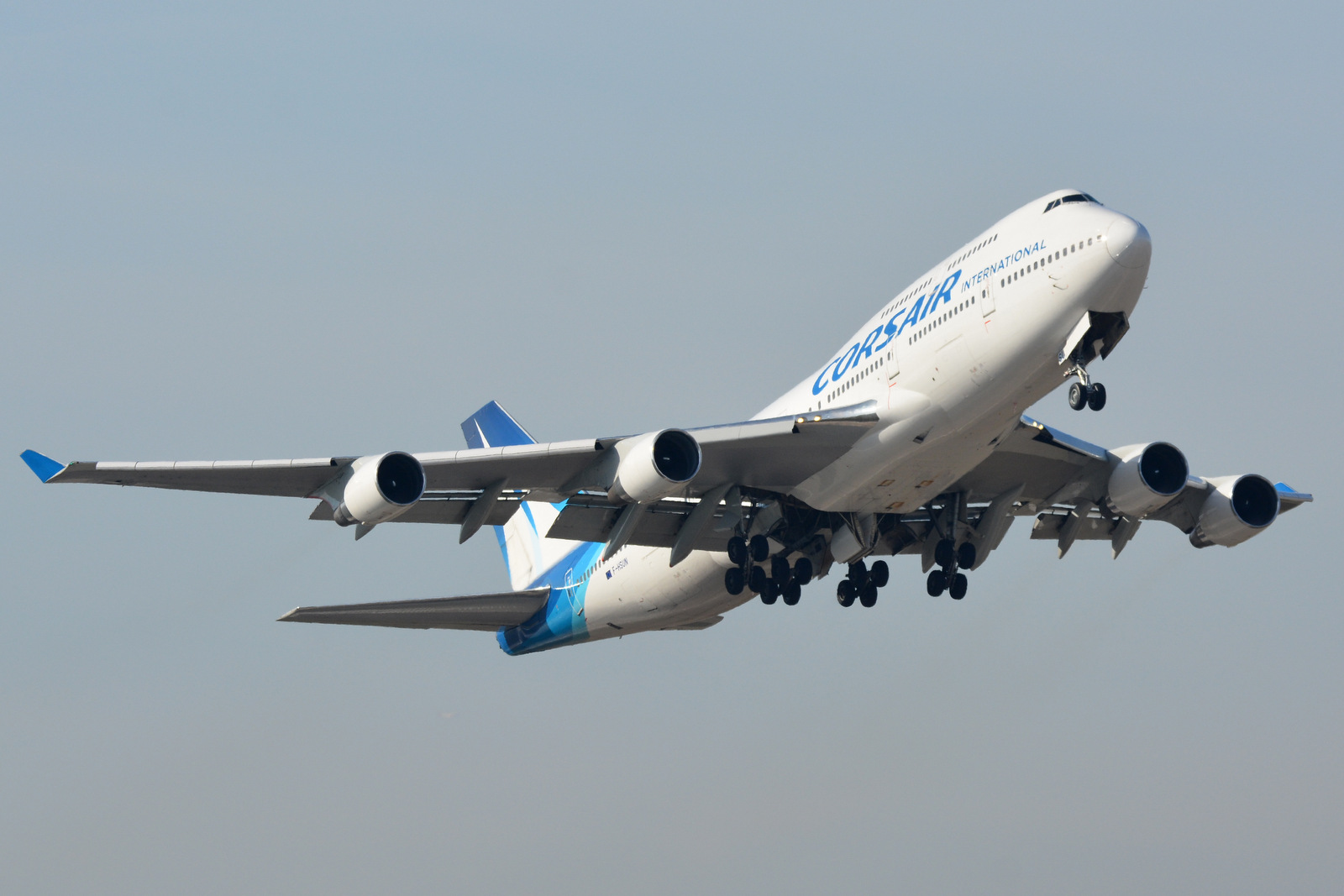
3ème 747-400 de Corsair racheté à United Airlines F-HSUN
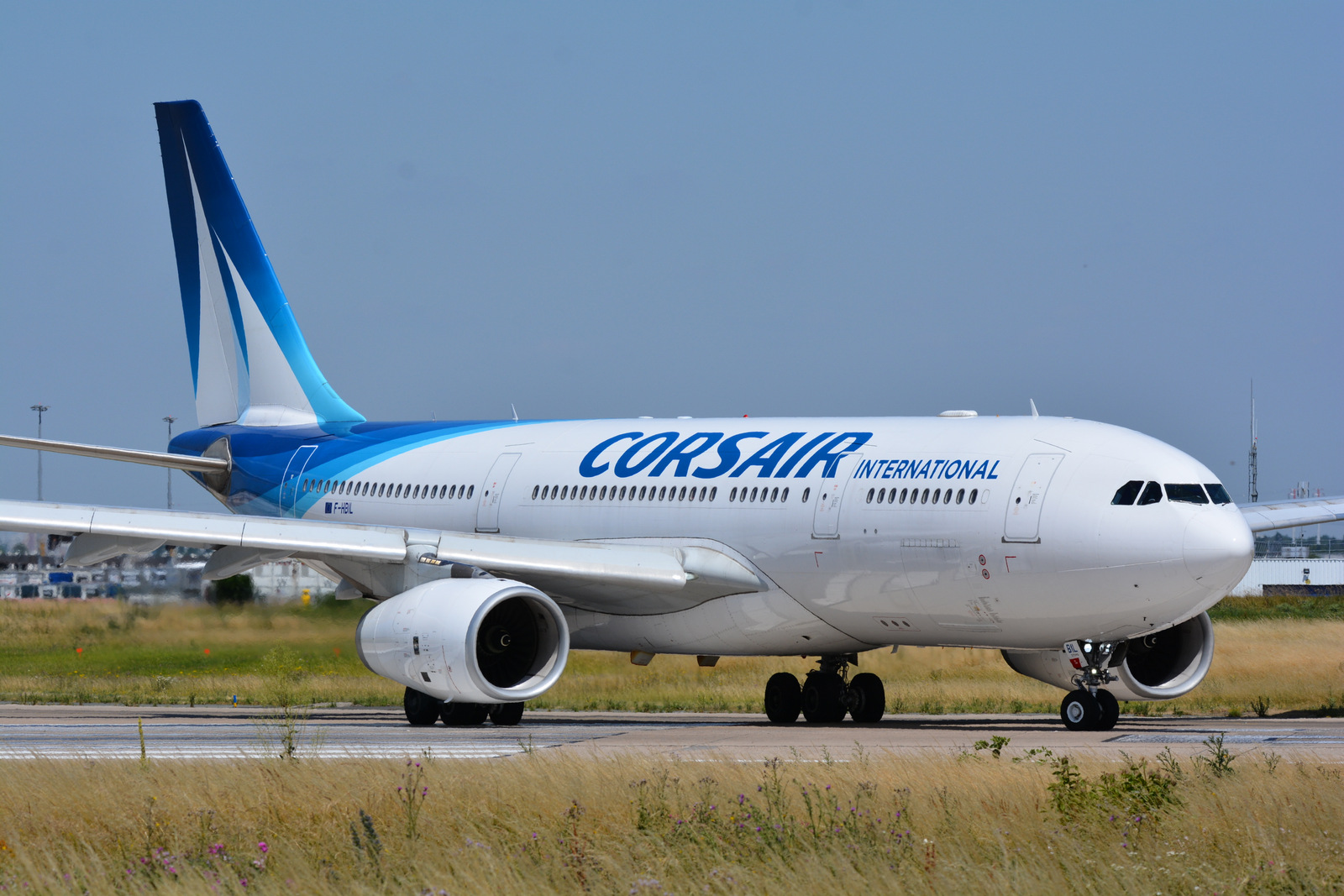
1er A330-200 de la compagnie acheté en 1999 F-HBIL

## Anciennes destinations de Corsair International
Avant la crise de la pandémie de COVID-19, Corsair desservait également les destinations suivantes :
- Montréal (Canada)
- Miami (Floride)
- New York
- Saint Martin Grand-Case Espérance (en partenariat avec Air Antilles Express)
- Saint-Barthélémy (en partenariat avec Air Antilles Express)
- Sainte-Lucie (en partenariat avec Air Antilles Express)
- Porto Rico (San Juan) (en partenariat avec Air Antilles Express)
- Dominique (en partenariat avec Air Antilles Express)
- Saint-Domingue (en partenariat avec Air Antilles Express)
- Saint-Martin Princess Juliana (en partenariat avec Air Antilles Express)

Au fil des évolutions de la compagnie et de son marché, les destinations suivantes ont été supprimées :

### Afrique
- Sénégal : Dakar (à la suite de la perte des droits de trafic de Corsair pour la nouvelle compagnie Air Sénégal)
- Kenya : Mombasa et Nairobi (Le voyagiste se positionne pour les saisons 2005 et 2006 avec deux vols directs jusqu’à Nairobi, avant de poursuivre jusqu’à Mombasa les mardis et samedis en Boeing 747.)[40]

### Amérique du Nord
- Canada : Montréal

### Caraïbes
- Guadeloupe : Pointe-à-Pitre
- Martinique : Fort-de-France

### Océan Indien
- La Réunion : Saint-Denis (La Réunion)
- Mayotte : Pamandzi

### Océan Pacifique
- Nouvelle-Calédonie : Nouméa via Bangkok
- Polynésie française : Papeete via Oakland

### Anciennes livrées de Corsair et Corsairfly

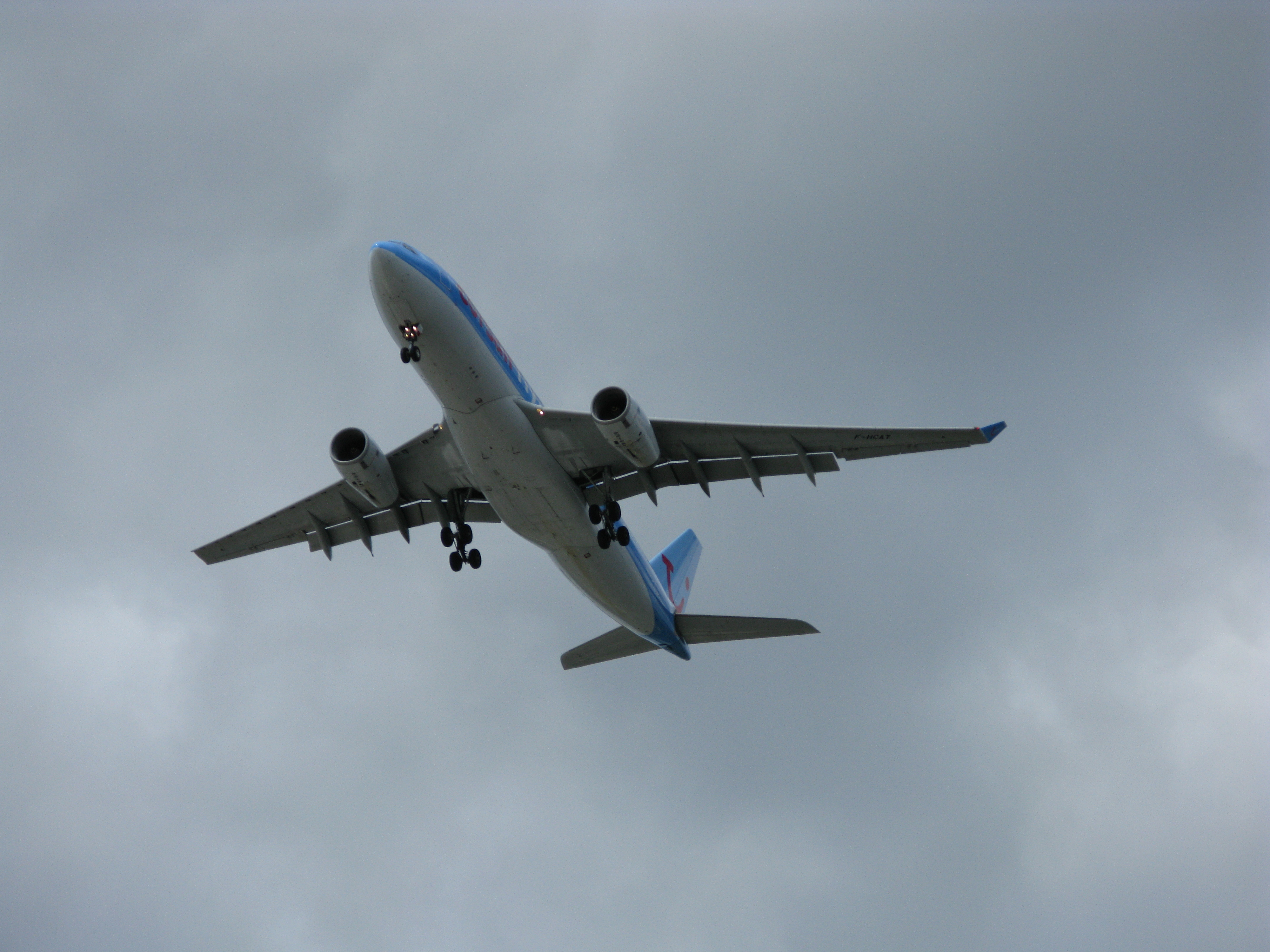
A330-200 F-HCAT Corsair
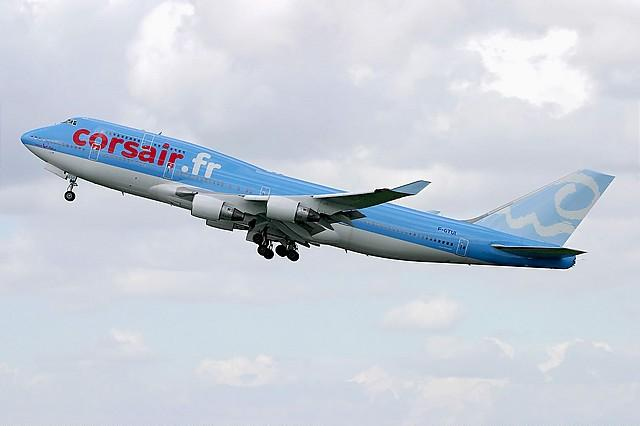
B747-400 F-GTUI Corsair
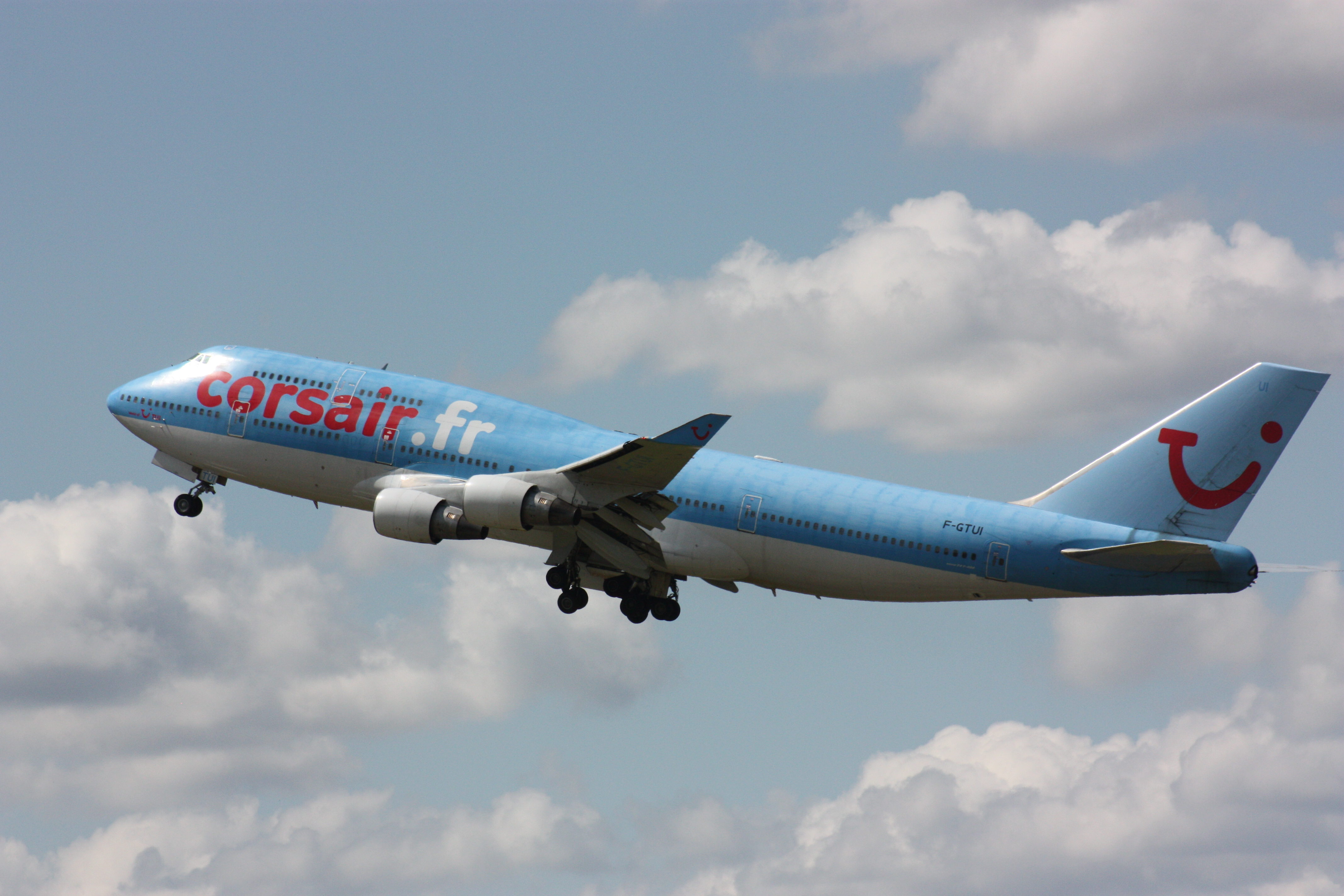
B747-400 F-GTUI Corsair
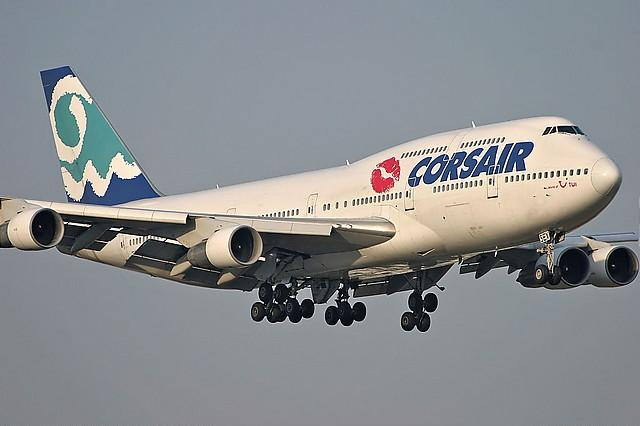
Ancien B747-300 F-GSEX Corsair
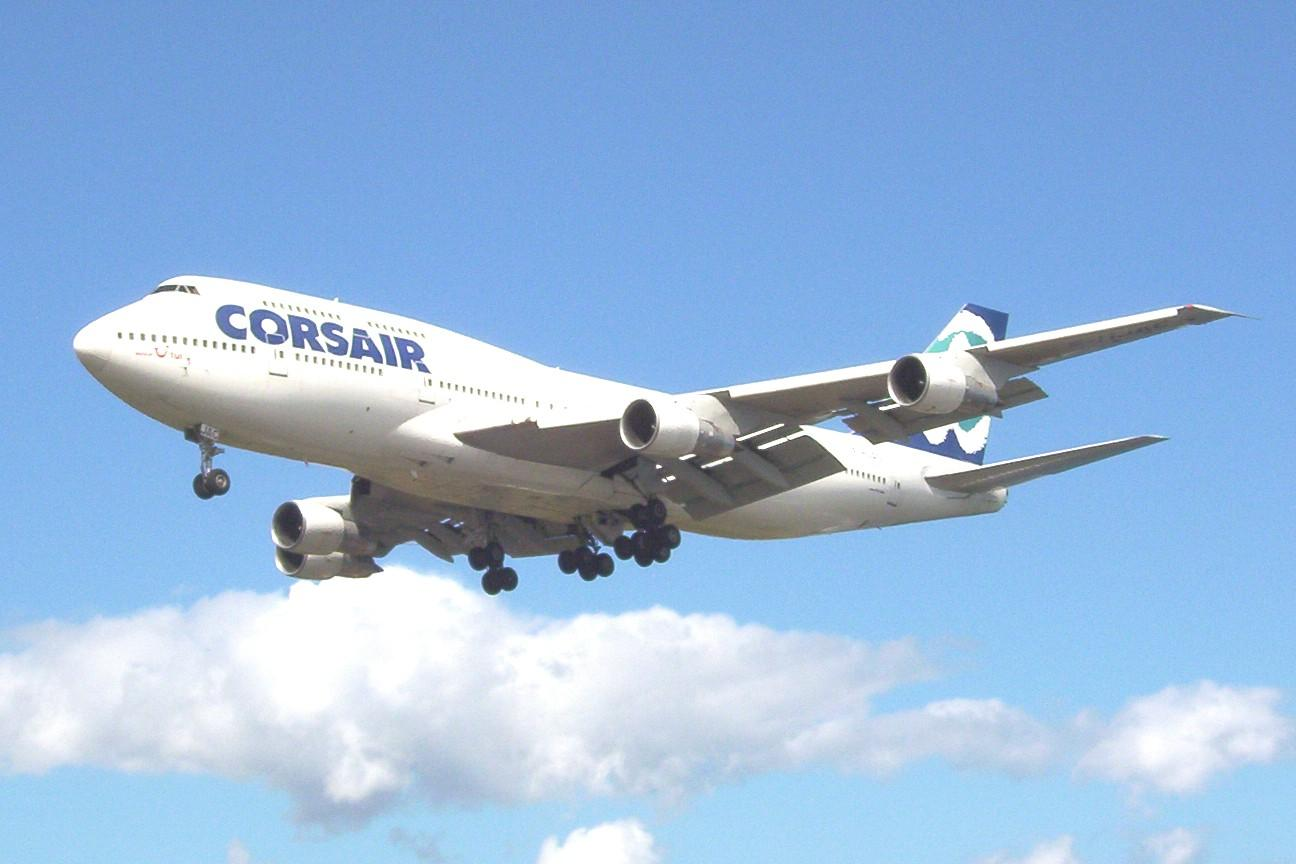
Ancien B747-300 F-HJAC Corsair
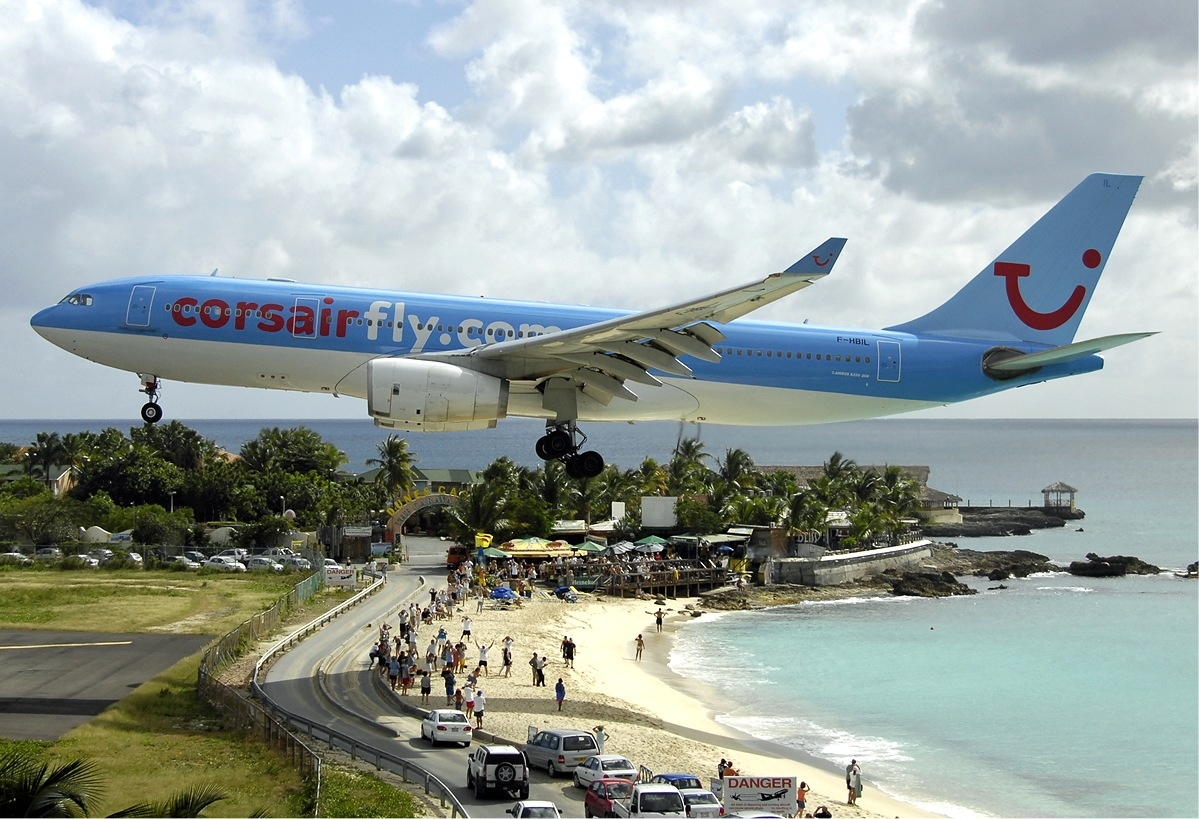
A330 à St-Martin.
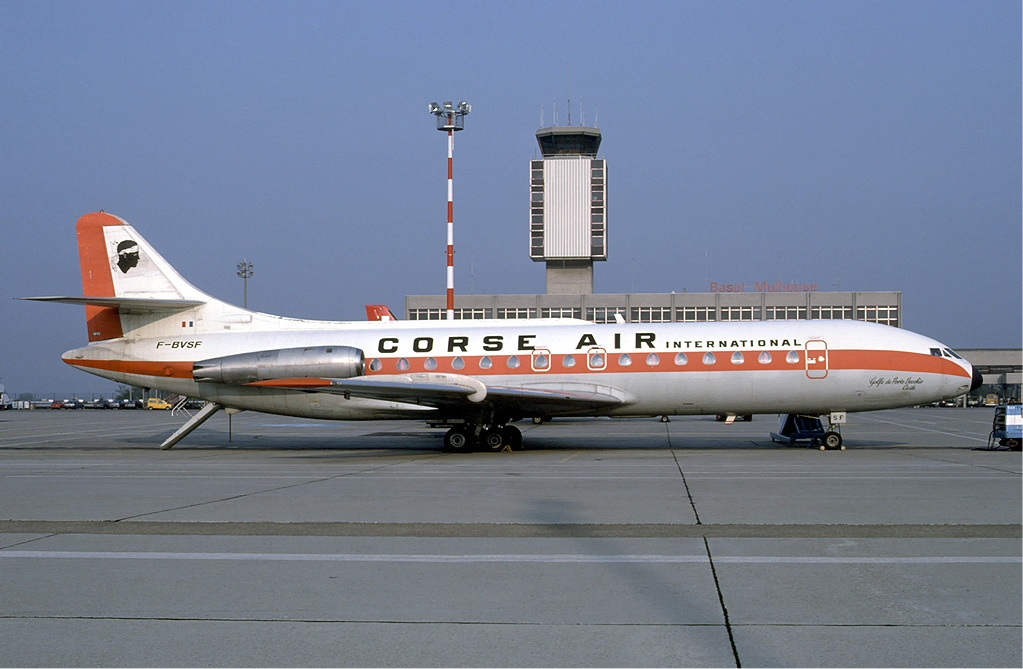
Ancienne Caravelle F-BVSF Corse Air International

### Nouvelle livrée depuis 2012
Boeing 747-400 :

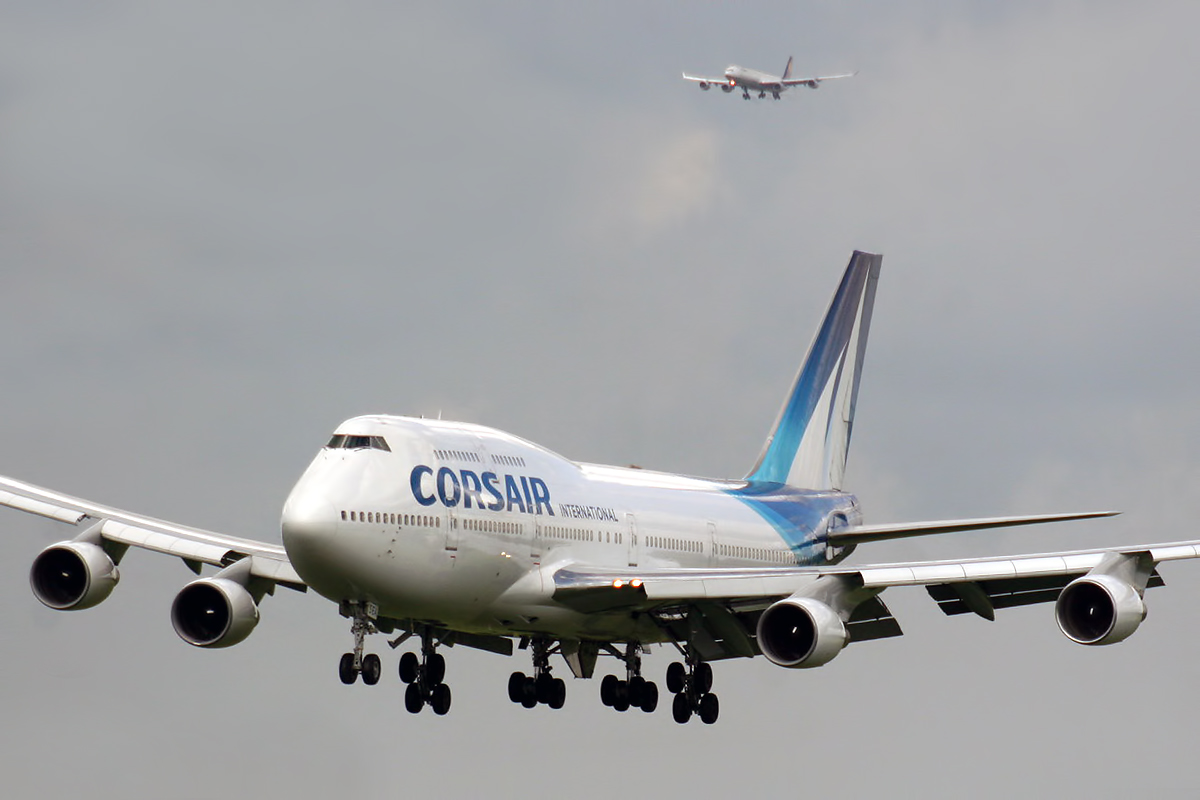
747-422 F-HSEA Corsair International
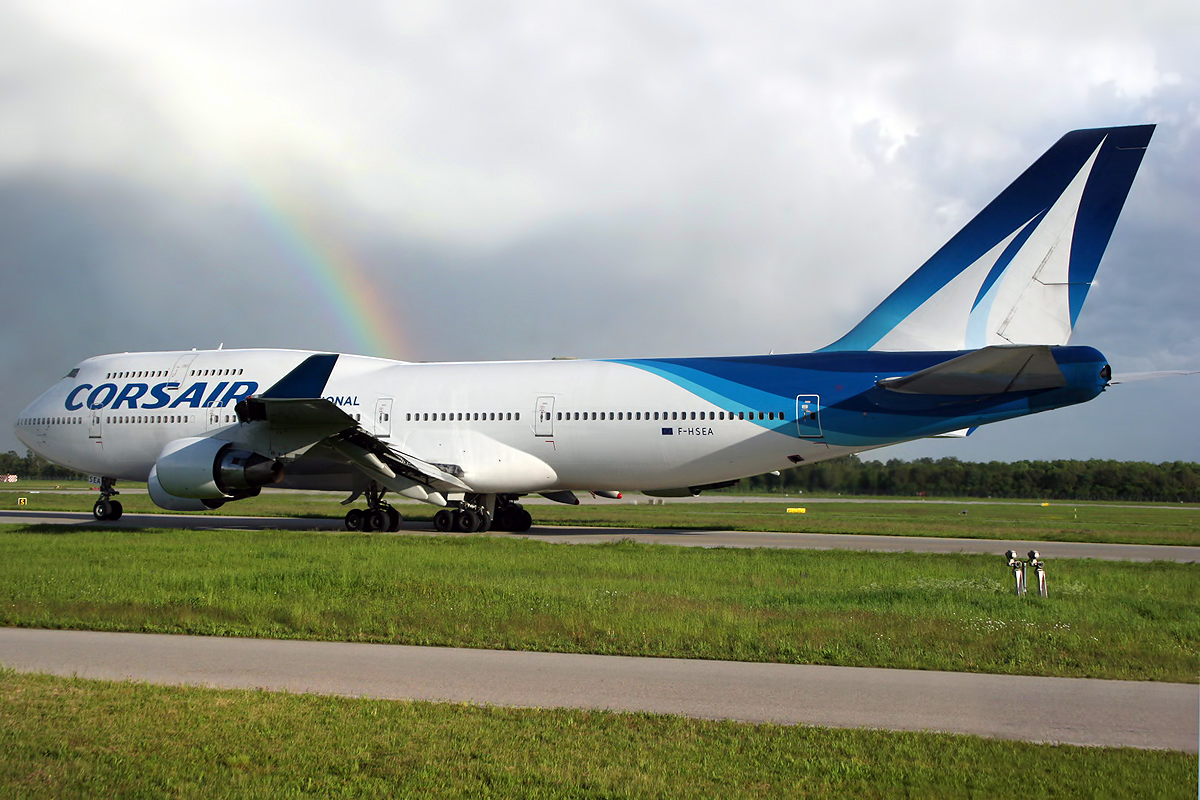
747-422 F-HSEA Corsair International

Airbus A330-200 et A330-300 :

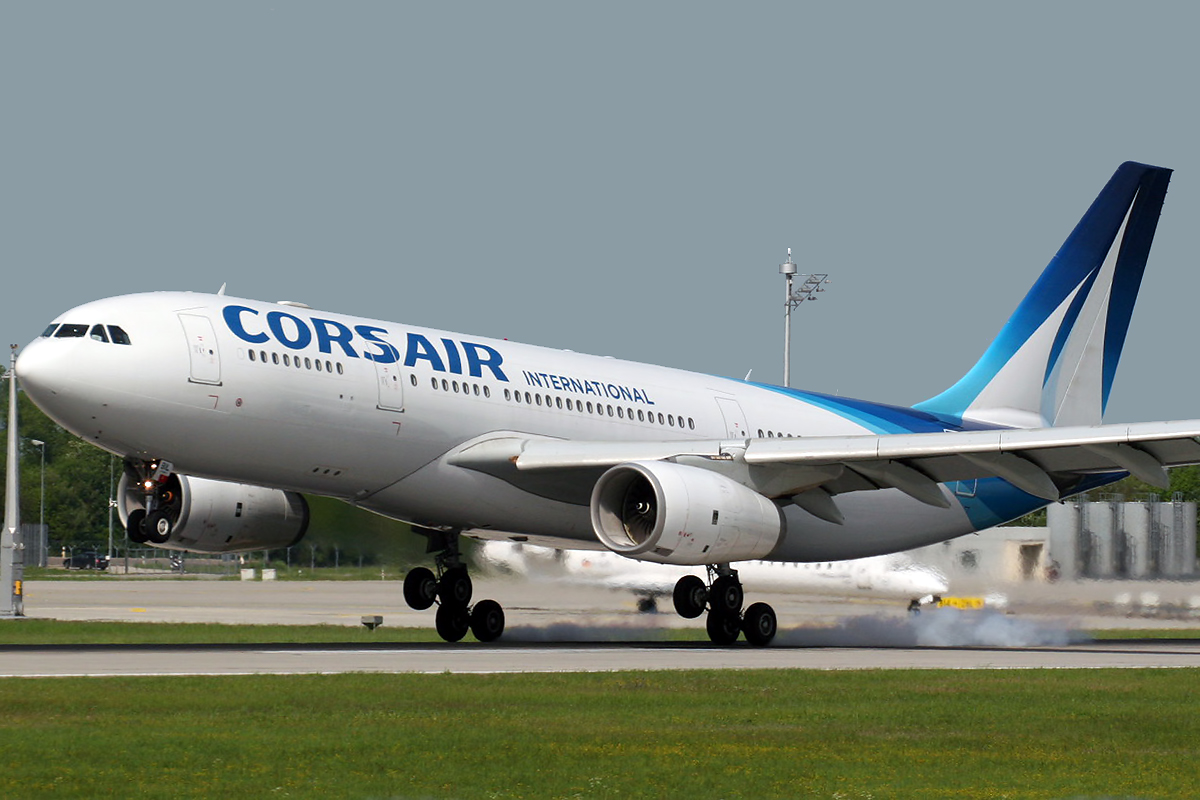
A330-243 F-HBIL Corsair International
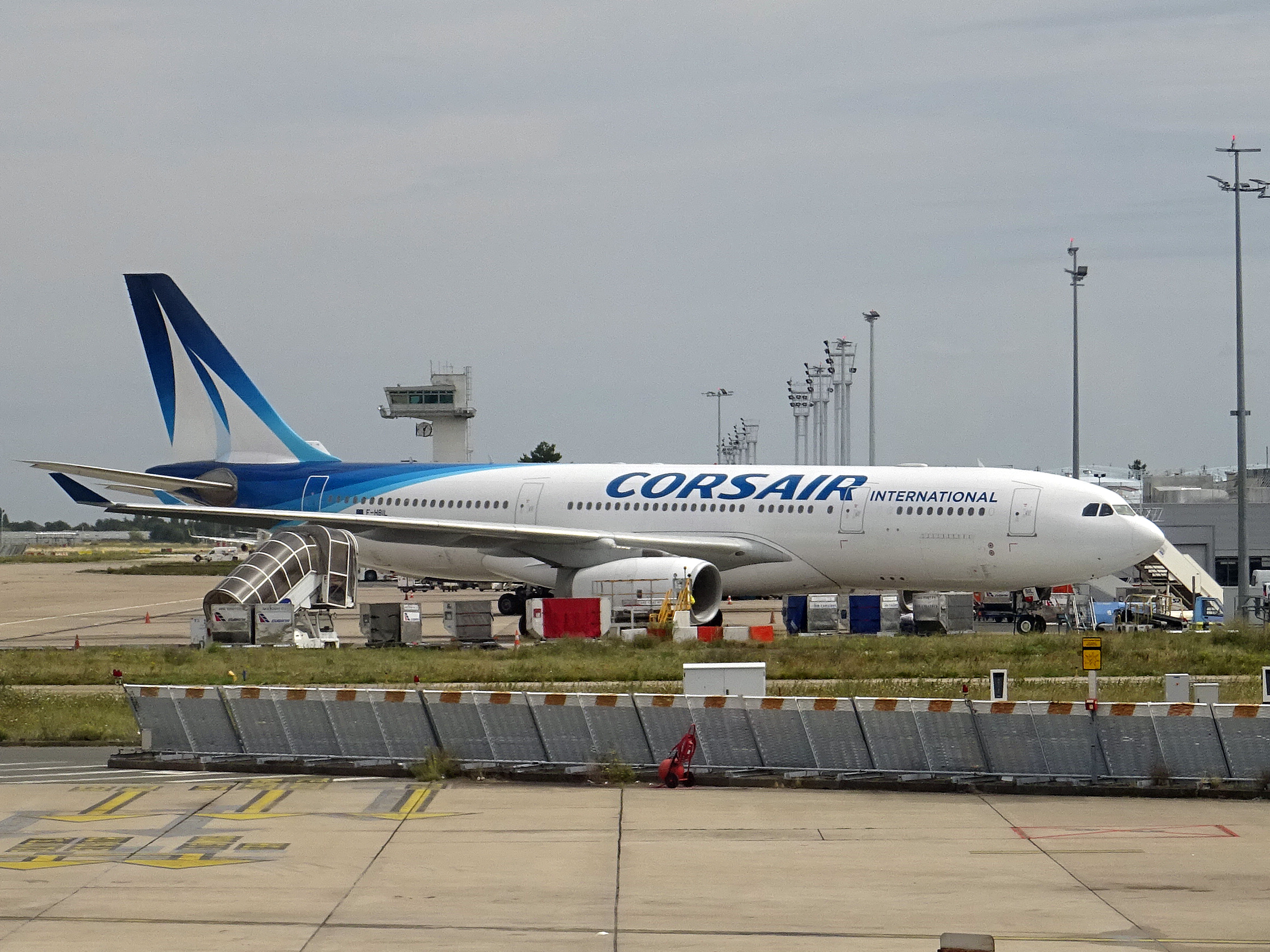
A330-243E F-HBIL Corsair International
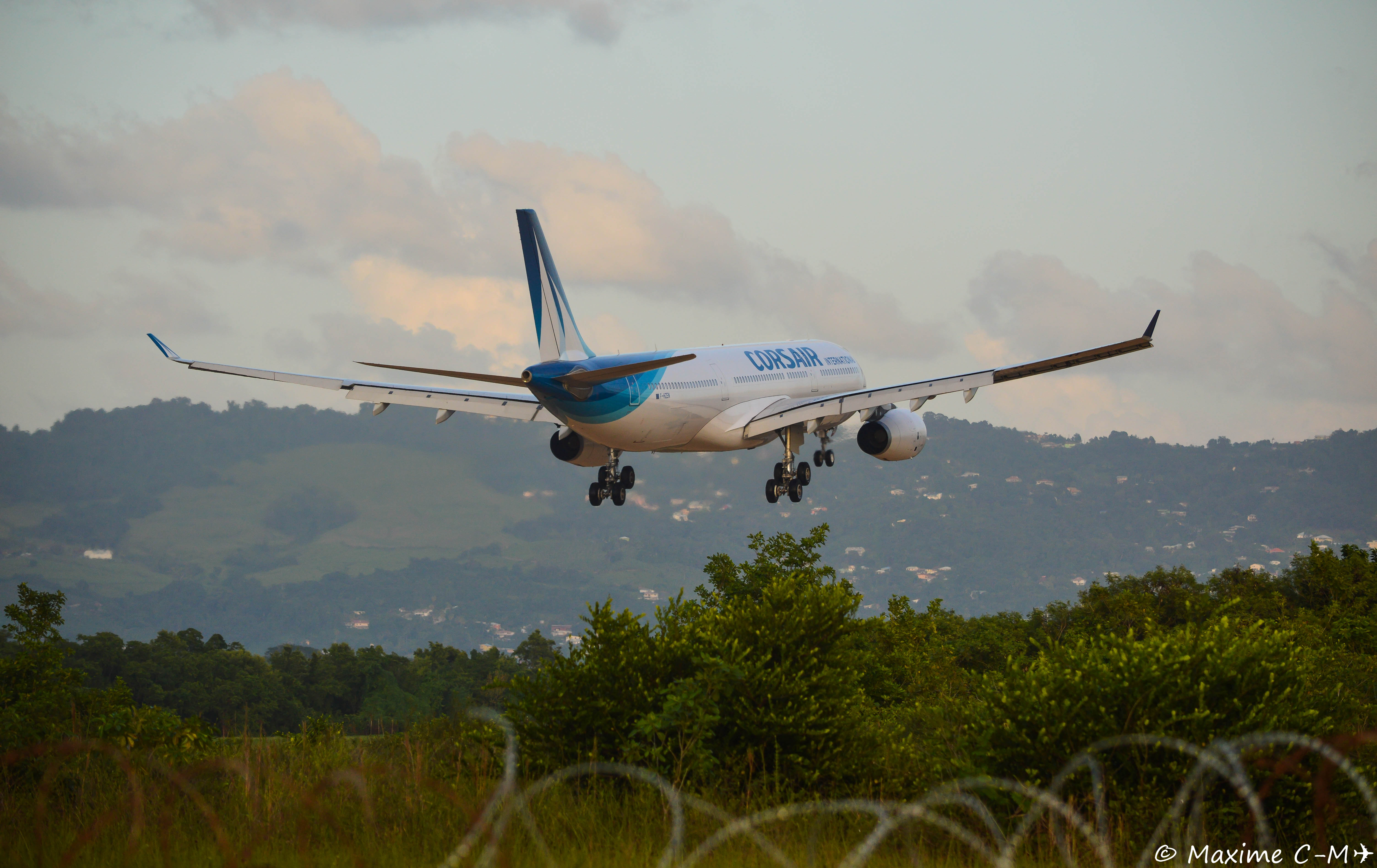
A330-343E F-HZEN Corsair International
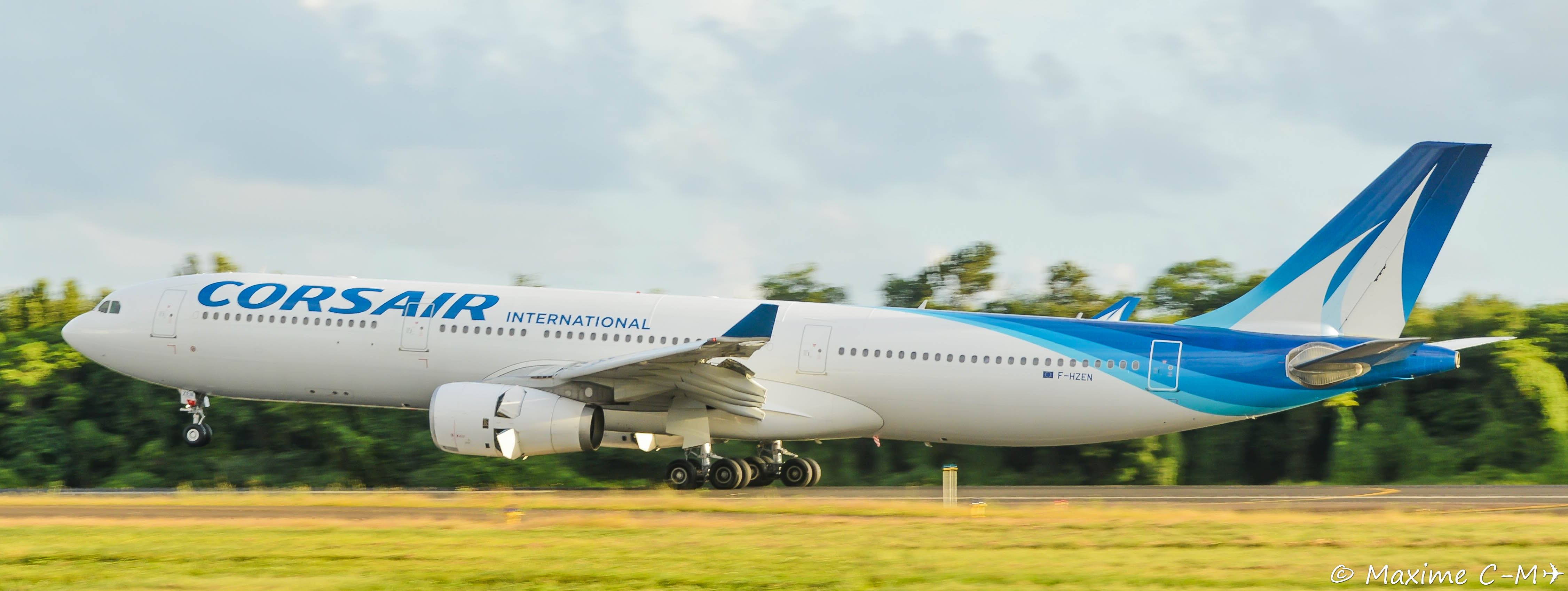
A330-343E F-HZEN Corsair International
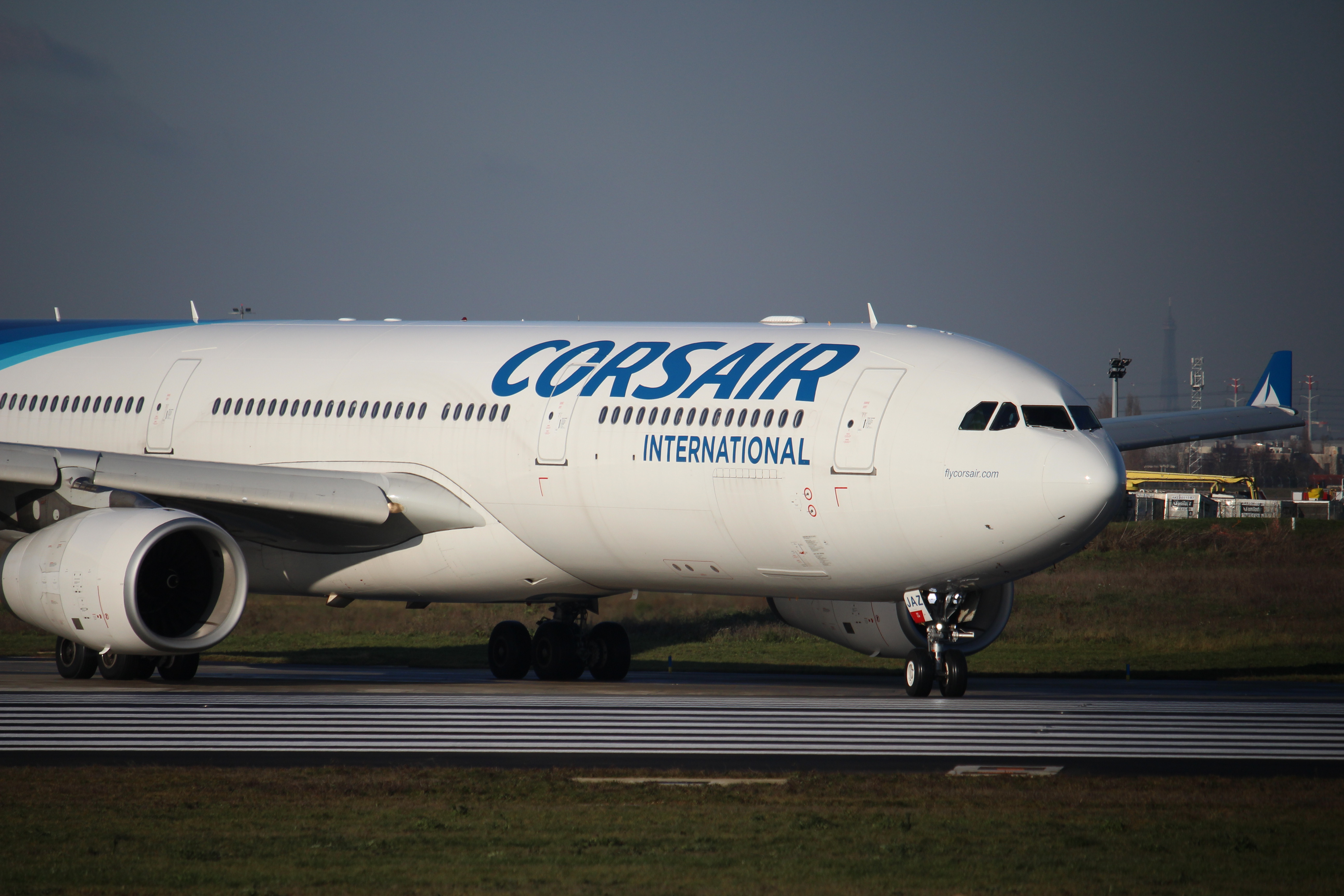
A330-343 F-HJAZ Corsair International

## Certification
- La certification IOSA : en mai 2008, Corsairfly a obtenu l'accréditation IOSA, label délivré par l'IATA.